# Mejillones
Mejillones är en kommun i Chile.   Den ligger i provinsen Provincia de Antofagasta och regionen Región de Antofagasta, i den norra delen av landet, 1 200 km norr om huvudstaden Santiago de Chile.
Trakten runt Mejillones är ofruktbar med lite eller ingen växtlighet. Runt Mejillones är det mycket glesbefolkat, med 2 invånare per kvadratkilometer.